# جي. دي. غوغيغان
جي. دي. غوغيغان هو سياسي أمريكي، ولد في 25 ديسمبر 1842 في غالواي في جمهورية أيرلندا، وتوفي في 22 يونيو 1896 في فانكوفر في الولايات المتحدة. نشط حزبياً في الحزب الجمهوري. وقد انتخب عضو مجلس نواب واشنطن ‏.